# 451. п. н. е.

## Догађаји
- Након извештаја трочлане комисије о облику римског права, патрицији су у Риму основали одбор десеторице. Први одбор, састављен у потпуности од патриција, предводе конзули Апије Клаудије Крас и Тит Генуције Аугурин. Првих десет прописа римског закона дванаест таблица довршава први одбор.